# Sorbitanmonopalmitat
Sorbitanmonopalmitat ist ein Sorbitanfettsäureester, ein Ester von Sorbit bzw. von 1,4-Sorbitanhydrid (kurz Sorbitan). Es wird in der Lebensmittelindustrie und in kosmetischen und pharmazeutischen Präparaten als Emulgator verwendet. Es ist in der EU unter der Nummer E 495  als Lebensmittelzusatzstoff für bestimmte Lebensmittel (unter anderem verschiedene Backwaren, Speiseeis, Desserts und Zuckerzeug und Getränkeweißer) zugelassen. Die erlaubte Tagesdosis beträgt 25 mg/kg Körpergewicht und Tag.
Zudem kann es in medizinischen Gelen Anwendung finden, die Wirkstoffe transdermal an den Patienten abgeben.

## Eigenschaften
Pharmazeutisch verwendetes Sorbitanmonopalmitat ist ein Gemisch aus Partialestern des Sorbitols und seiner Mono- und Dianhydride mit hauptsächlich Palmitinsäure (mindestens 92,0 %). Der Anteil an Stearinsäure beträgt maximal 6,0 %. Pharmazeutisches Sorbitanmonopalmitat ist ein gelbes bis gelbliches Pulver, wachsartige Schuppen oder feste Masse. Es ist praktisch unlöslich in Wasser, löslich in fetten Ölen und schwer löslich in Ethanol 96 %. Die Schmelztemperatur liegt bei 44 bis 51 °C. Der HLB-Wert beträgt 6,7.